# Nebneteru

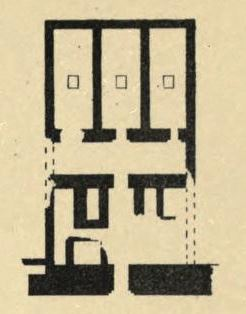
Plan des Totentempels des Nebneteru

Nebneteru war ein altägyptischer Wesir, der am Anfang der 25. Dynastie lebte und amtierte. Seine genaue chronologische Einordnung ist aber unsicher.
Nebneteru stammte aus einer bedeutenden Familie aus Theben, die mit dem Königshaus verwandt war und deren Mitglieder bedeutende Ämter innehatten. Der Vater von Nebneteru war der Vorsteher der Stadt und Wesir Hor (auch Hori genannt). Dessen Vater war wiederum der Wesir Nachtefmut. Dessen Gemahlin war Tairbastet, die wiederum die Großenkelin von König Osorkon II. (etwa 881 / 880 v. Chr. bis 852 / 851 v. Chr.) war. Im Grab des Nebneteru fanden sich Kanopengefäße einer gewissen Karomama, vielleicht Gemahlin des Nebneteru, die wiederum die Tochter des Wesirs Anchwennefer war. Nebneteru ist auch von zwei Statuen bekannt, auf denen er in der Filiation von Verwandten genannt wird. Danach war er auch erster Priester des Month war. Daneben war er auch Priester des Amun.
Nebneteru ist in einem monumentalen Grabbau in Theben bestattet worden. Der oberirdische Totentempel besteht aus Lehmziegeln und liegt direkt südlich vom Totentempel des Thutmosis IV. Der Totentempel ist etwa 30 m lang und hat einen Pylon als Eingang. Diverse Schächte führten hinab zu den Grabkammern, darunter die des Nebneteru. Es fanden sich noch seine Särge und Kanopen.
Der Totentempel war zweimal Gegenstand von Ausgrabungen. Am Ende des 19. Jahrhunderts wurde er zuerst von William Matthew Flinders Petrie freigelegt. Er zeichnete und publizierte einen Plan und fand in einem Schacht den Sarg eines Goldschmiedes am Tempel des Amun, Khonsuardus. Dementsprechend war der Tempel für lange Zeit als Tempel des Khonsuardus bekannt. Erst weitere Ausgrabungen in den 1970er Jahren unter der Leitung von Edda Bresciani legten alle Grabschächte frei und zeigten, dass das Monument ursprünglich dem Nebneteru gehörte.